# Volné sdružení obcí Agrigento
Volné sdružení obcí Agrigento (Libero consorzio comunale di Agrigento) je italský správní celek druhé úrovně v autonomní oblasti Sicílie. Vznikla ze stejnojmenné provincie 4. srpna 2015. Na jihu ho omývá Středozemním mořem. Na severozápadě sousedí s volným sdružením obcí Trapani, na severu s metropolitním městem Palermem a na východě s volným sdružením obcí Caltanissettou.

## Geografie
Na jeho území se nacházejí jezera Lagi di Megazzolo a Lago Arancio, poblíž Sambuca di Sicilia se tyčí hory Arancio (403 m n. m.) a Cirami (516 m n. m.).
Jeho součástí jsou i Pelagické ostrovy (Lampedusa, Linosa a Lampione).
Mezi Sambuca di Sicilia a Caltabellotta se nachází enkláva metropolitního města Palerma.

## Okolí
| Růžice kompasu | Trapani                       | Palermo |               | Růžice kompasu |
| Růžice kompasu |                               | Sever   | Caltanissetta | Růžice kompasu |
| Růžice kompasu | Volné sdružení obcí Agrigento |         | Caltanissetta | Růžice kompasu |
| Růžice kompasu | Jih                           |         | Caltanissetta | Růžice kompasu |
| Růžice kompasu |                               |         |               | Růžice kompasu |